# ابی، آق‌تپه
اَبَی، آق‌تپه (به لاتین: Abay, Aktobe) روستایی در قزاقستان است که در استان آق‌تپه واقع شده‌است.